# Humphreyův cyklus
Humphreyův cyklus nebo Humphreyho oběh je ideální tepelný oběh sestávající z vratných změn.
Humphreyho cyklus popisuje práci například turbíny, kde přívod tepla probíhá při konstantním objemu za nárůstu tlaku a odvod tepla se uskutečňuje při konstantním tlaku. Takové přiblížení lze použít pouze pro plynovou turbínu s impulsovým přívodem plynů. Odvod tepla je realizován volným opuštěním turbíny do prostředí s konstantním tlakem, což zhruba odpovídá předpokladům modelu.

## Diagram Humphreyova cyklu

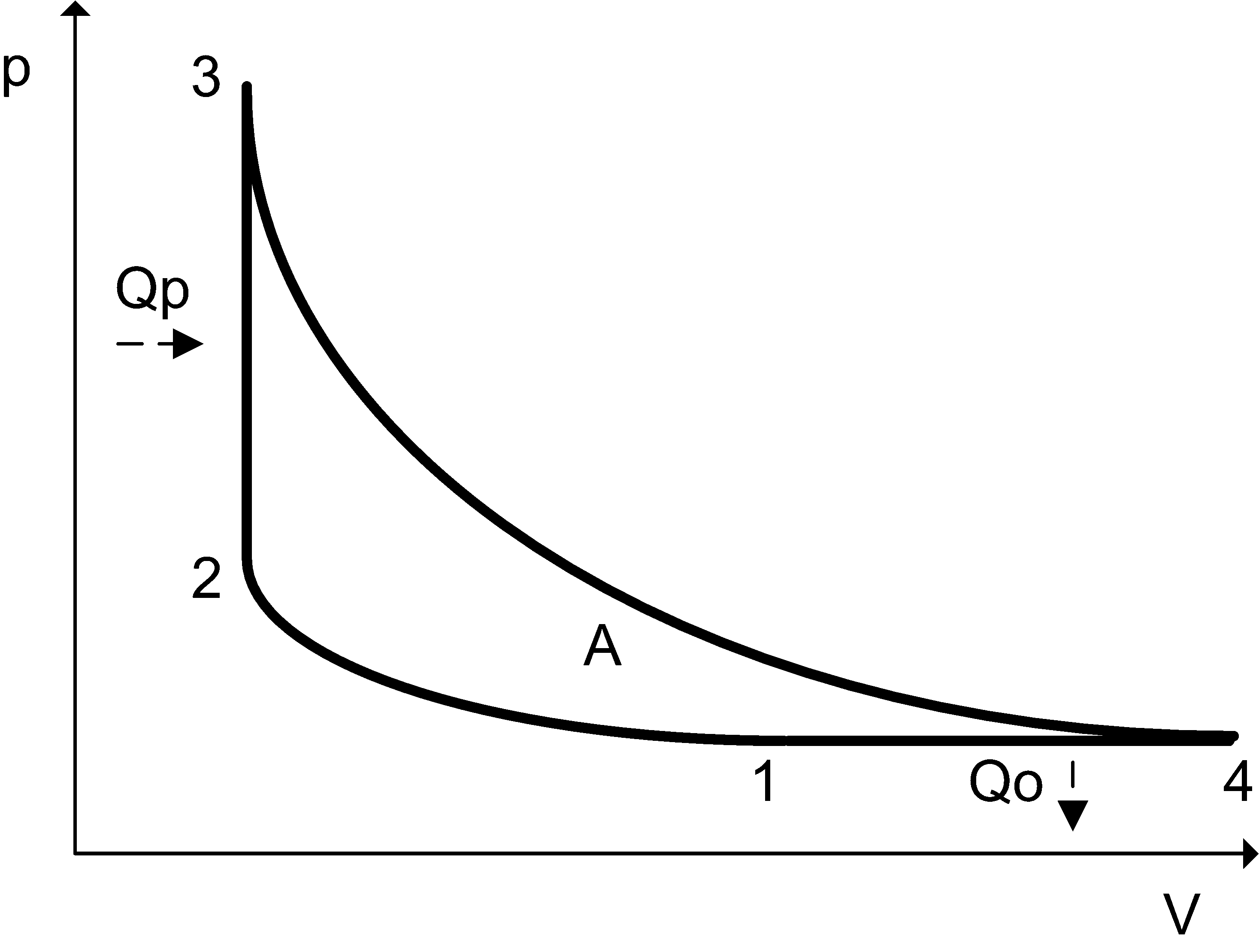
Znázornění Humpreyova cyklu v pV diagramu.

Jednotlivé fáze Humphreyova cyklu znázorňuje diagram vyjadřující závislost tlaku na objemu (pV diagram). Zanesením všech čtyř fází cyklu do jednoho diagramu získáme oblast ohraničenou dvěma adiabatami a izochorou a izobary. Obsah této oblasti odpovídá práci vykonané strojem.
{\displaystyle A=Q_{p}-Q_{o}}
- křivka mezi body 1 a 2 - adiabatická komprese
- křivka mezi body 2 a 3 - izochorický přívod tepla
- křivka mezi body 3 a 4 - adiabatická expanze
- křivka mezi body 4 a 1 - izobarický odvod tepla

## Účinek Humphreyova cyklu
Účinnost Humphreyova cyklu závisí pouze na
- kompresním poměru , tj. poměru objemu ve stavu 1 k objemu ve stavu 2,3 (ε)
- exponentu adiabaty - Poissonově konstantě (k)
- množství izochoricky přivedeného tepla, tj. poměru tlaku ve stavu 3,4 k tlaku ve stavu 2 (λp)

{\displaystyle \eta =1-{\frac {1}{\epsilon ^{k-1}}}.{\frac {k.(\lambda _{p}^{\frac {1}{k}}-1)}{\lambda _{p}-1}}}